# Eiken Sato
Eiken Satō (Ogawa, 8 januari 1986) is een Japanse springruiter. Sato woont in België en is nationaal en internationaal ruiter bij Stephex Stables.